# Le Jour des meurtres dans l'histoire d'Hamlet
Le Jour des meurtres dans l'histoire d'Hamlet est une pièce de théâtre de Bernard-Marie Koltès adaptée de la pièce Hamlet de Shakespeare. Cette pièce a été publiée en 1988.

## Traduction
Bernard-Marie Koltès s'était initialement appuyé sur la traduction de François-Victor Hugo publiée en 1969. Mais il choisit finalement de prendre la traduction de Yves Bonnefoy publiée au Mercure de France. Des passages de cette dernière traduction sont donc utilisés régulièrement dans la pièce.

## Personnages
- Hamlet
- Gertrude
- Ophélie
- Claudius[1]

## Argument
L'argument est le même que celui de la pièce originale de Shakespeare, il a cependant été resserré autour des quatre personnages principaux.
Hamlet, prince du Danemark, apprend par une apparition du fantôme de son père que Claudius l'a tué pour récupérer le trône. Hamlet décide de se venger, laissant de côté son amour Ophélie, ce qui la rend folle. Claudius tente d'empoisonner Hamlet, mais Gertrude, sa femme et la mère d'Hamlet, boit aussi le poison. Avant de mourir, Hamlet assassine le roi.

## Mises en scène
- 2018 : mise en scène Morgane Fourcault, Un festival à Villerville[3]
- 2014 : mise en scène Samuel Lhuillery, La Sall'in[4]
- 2013 : mise en scène Frédéric Richaud, Théâtre des Carmes[5]
- 2008 : mise en scène Thierry de Peretti, Théâtre de Lorient[6]
- 2008 : mise en scène Pierre Diependaële, Théâtre La Coupole[7]